# Ramsay Health Care
Ramsay Health Care — австралийская компания в сфере здравоохранения. Управляет сетями госпиталей и клиник в Австралии, Европе и Азии.

## История
Компания была основана а 1964 году Полом Рэмзи (Paul Ramsay); свою первую психиатрическую клинику он организовал в гостевом доме в пригороде Сиднея. В 1967 году была открыты первая специализированная клиника. В течение 1970-х годов психиатрические клиники компании начали открываться по всей Австралии, а в конце десятилетия были открыты два хирургических госпиталя.
В 1997 году компания разместила свои акции на Австралийской фондовой бирже, к этому времени у неё было 11 лечебных учреждений с 2 тыс. человек персонала, обслуживалось около 70 тыс. пациентов а год. В начале 2000-х годов были поглощены три другие сети частных клиник (Alpha Healthcare в 2001 году, Benchmark Healthcare в 2004 году и Affinity Healthcare в 2005 году), что увеличило сеть Ramsay до 69 больниц и сделало крупнейшим частным оператором здравоохранения в Австралии.
Первым зарубежным приобретением стала четвёртая крупнейшая сеть частных клиник в Великобритании Capio UK (британская часть международной сети Capio). В 2010 году был куплен контрольный пакет акций французской сети клиник Group Proclif SAS. В 2013 году было создано совместное предприятие с малайзийской компанией Sime Darby. В 2014 году присутствие во Франции было увеличено покупкой сети Générale de Santé. В ноябре 2015 года была куплена оставшаяся часть шведской компании Capio (клиники в Германии, Дании, Норвегии, Швеции и Франции). В 2021 году была куплена британская сеть психиатрических лечебниц Elysium Healthcare.

## Деятельность
Подразделения по состоянию на 2022 год:
- Ramsay Australia — 73 больницы в Австралии.
- Ramsay Santė — 443 поликлиники и 130 центров первой медицинской помощи в 5 странах Европы;
- Ramsay UK — 34 медицинских учреждения в Англии;
- Elysium Healthcare — международная сеть клиник в области психиатрии и неврологии;
- Ramsay Sime Darby — 7 больниц в Малайзии и Индонезии.

Распределение выручки по регионам: Азиатско-Тихоокеанский регион — 40 %, Франция — 35 %, Скандинавия — 15 %, Великобритания — 10 %.